# Glyptaesopus xenicus
Glyptaesopus xenicus é uma espécie de gastrópode do gênero Glyptaesopus, pertencente a família Borsoniidae.